# Чемпионат СССР по классической борьбе 1984
53-й Чемпионат СССР по классической борьбе проходил в Минске с 1 по 5 февраля 1984 года.

## Медалисты
| Весовая категория   | Золото                                      | Серебро                                      | Бронза                                    |
| ------------------- | ------------------------------------------- | -------------------------------------------- | ----------------------------------------- |
| Наилегчайший вес    | Темо Казарашвили Вооружённые Силы (Рустави) | Махяддин Алахвердиев Вооружённые Силы (Баку) | Николай Парфёнов «Динамо» (Тюмень)        |
| Легчайший вес       | Минсеит Тазетдинов «Динамо» (Ульяновск)     | Иван Черныш «Динамо» (Гродно)                | Х. Симонян «Трудовые резервы» (Ленинакан) |
| Полулёгкий вес      | Оганес Арутюнян «Труд» (Минск)              | Камиль Фаткуллин «Динамо» (Ташкент)          | Тимержан Калимуллин «Динамо» (Омск)       |
| Лёгкий вес          | Анатолий Таинкин «Динамо» (Киев)            | Геннадий Скрябин «Динамо» (Киров)            | Камандар Маджидов «Буревестник» (Минск)   |
| 1-й полусредний вес | Михаил Прокудин «Динамо» (Минск)            | Иван Чечко Вооружённые Силы (Гродно)         | Левон Джулфалакян «Спартак» (Ленинакан)   |
| 2-й полусредний вес | Михаил Мамиашвили Вооружённые Силы (Москва) | Александр Козовский «Динамо» (Гомель)        | Владимир Галкин «Динамо» (Киров)          |
| 1-й средний вес     | Теймураз Апхазава «Динамо» (Кутаиси)        | З. Кубусидзе «Локомотив» (Тбилиси)           | Сергей Чучалов «Динамо» (Минск)           |
| 2-й средний вес     | Игорь Каныгин «Динамо» (Витебск)            | Владимир Попов Вооружённые Силы (Омск)       | Хаваж-Баудин Мулаев «Динамо» (Грозный)    |
| Полутяжёлый вес     | Николай Балбошин «Динамо» (Москва)          | Виктор Авдышев «Динамо» (Киев)               | Вячеслав Клименко Вооружённые Силы (Киев) |
| Тяжёлый вес         | Евгений Артюхин Вооружённые Силы (Москва)   | В. Ульянов «Труд» (Ростов-на-Дону)           | Игорь Ростороцкий «Динамо» (Караганда)    |